# ميكي دور
ميكي دور (بالإنجليزية: Micky Dore)‏ هو لاعب اتحاد الرغبي أسترالي، ولد في 1 يوليو 1883 في بريزبان في أستراليا، وتوفي في 13 أغسطس 1910 في Spring Hill, Queensland ‏ في أستراليا.